# مسجد جامع چشم
مسجد جامع چشام (چشم) مربوط به سدهٔ ۸ ه.ق است و در شهرستان داورزن، بخش باشتین، دهستان مهر، روستای چشام واقع شده و این اثر در تاریخ ۱۶ فروردین ۱۳۷۷ با شمارهٔ ثبت ۱۹۸۶ به‌عنوان یکی از آثار ملی ایران به ثبت رسیده است.